# Fiesch
Fiesch (toponimo tedesco; fino al 1905 Viesch) è un comune svizzero di 901 abitanti del Canton Vallese, nel distretto di Goms.

## Storia
Nel 1835 ha inglobato la frazione di Wiler.

## Monumenti e luoghi d'interesse

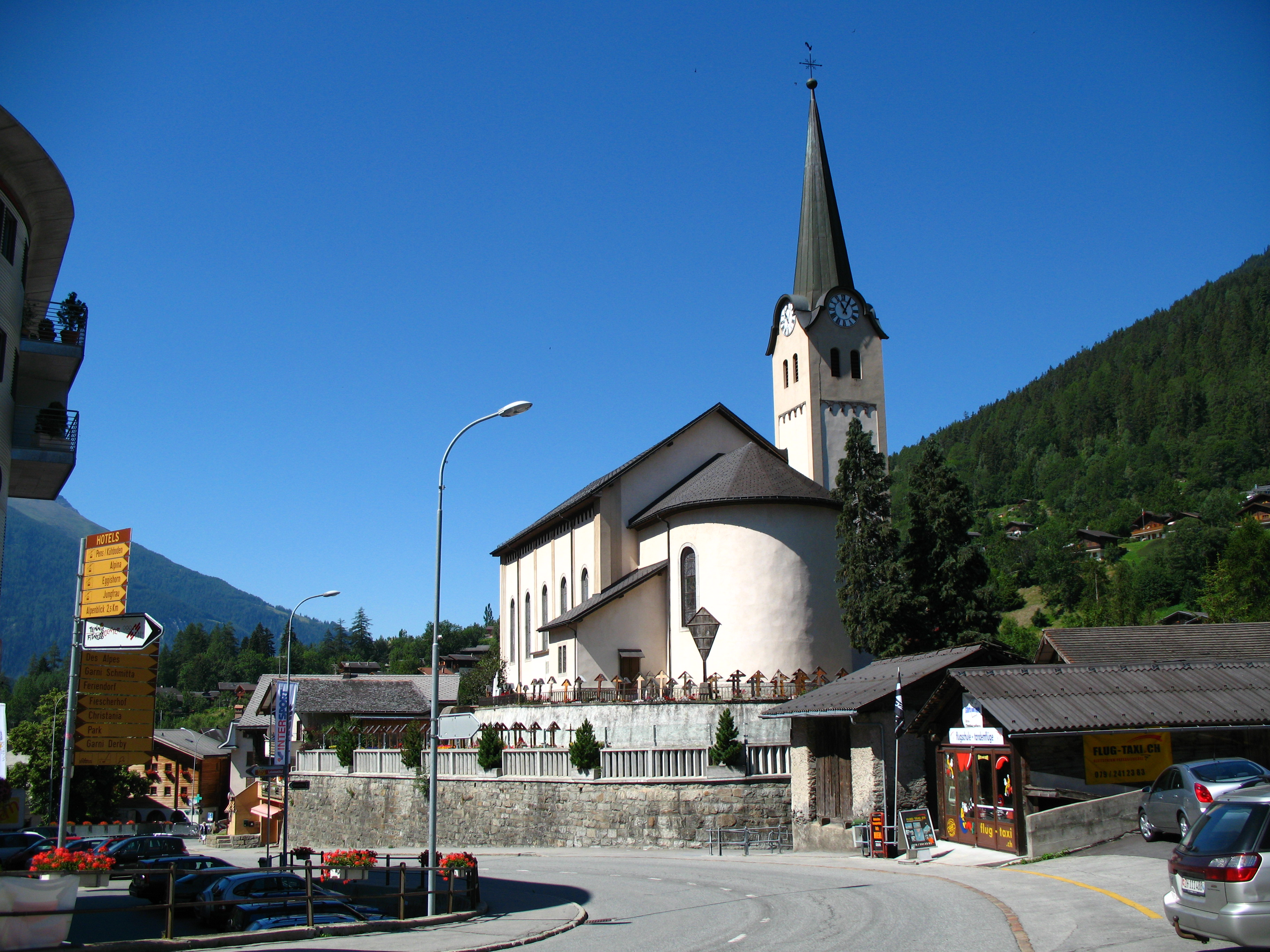
La chiesa di San Giovanni Battista

- Chiesa parrocchiale cattolica di San Giovanni Battista, eretta nel 1342 e ricostruita nel 1883-18845[1];
- Finsteraarhornhütte;
- Konkordiahütte.

## Società

### Evoluzione demografica
L'evoluzione demografica è riportata nella seguente tabella:
Abitanti censiti

## Infrastrutture e trasporti

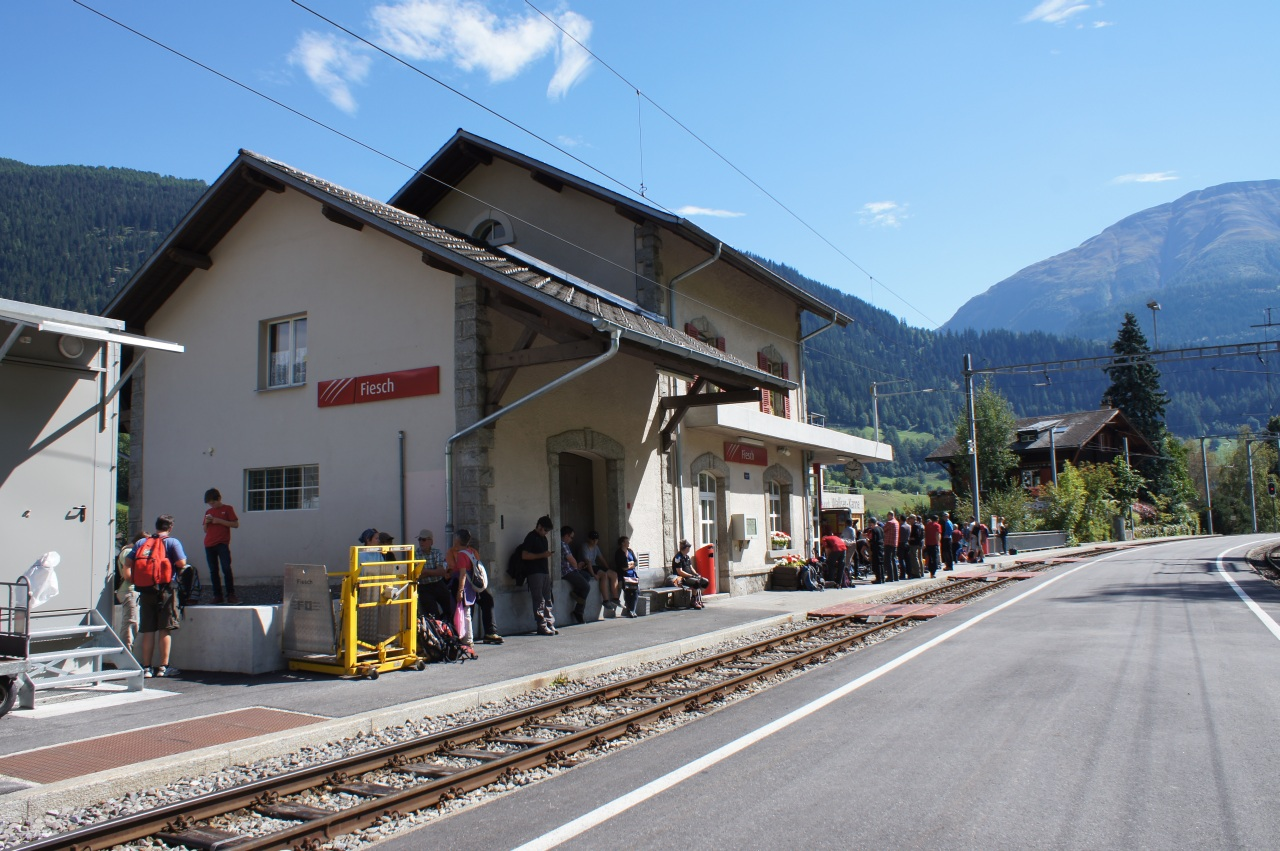
La stazione di Fiesch

Fiesch è servito dall'omonima stazione, sulla ferrovia del Furka-Oberalp.

## Amministrazione
Ogni famiglia originaria del luogo fa parte del cosiddetto comune patriziale e ha la responsabilità della manutenzione di ogni bene ricadente all'interno dei confini del comune.

## Sport

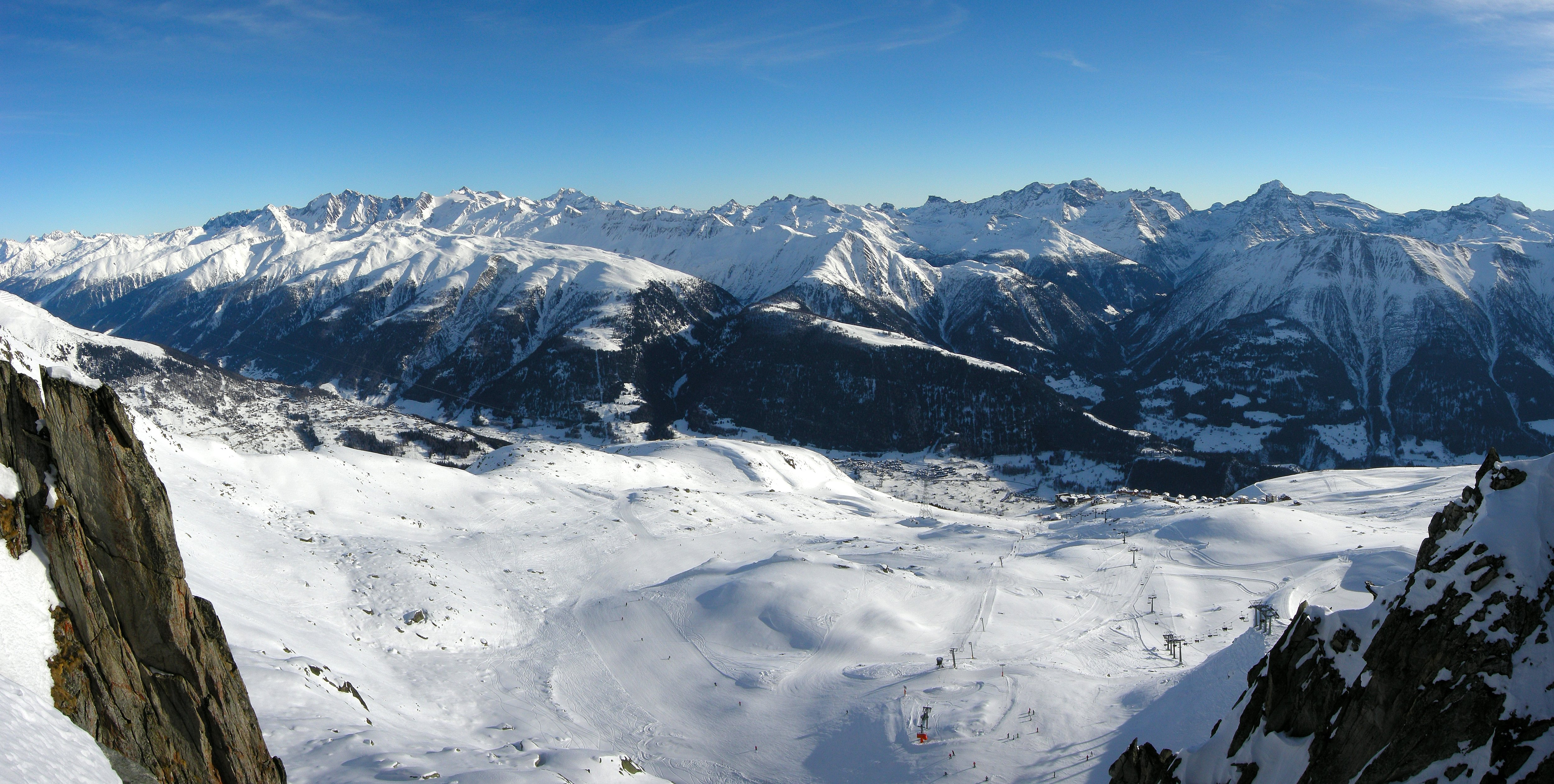
Fiescheralp

Il territorio comunale comprende la stazione sciistica di Fiescheralp, sviluppatasi a partire dagli anni 1960; ha ospitato tra l'altro i Campionati svizzeri di sci alpino nel 2000 e nel 2014.